# La Folle Journée ou le Mariage de Figaro (film)
Pour la pièce de théâtre, voir Le Mariage de Figaro. Pour le festival, voir La Folle Journée.
Pour plus de détails, voir Fiche technique et Distribution.
La Folle Journée ou le Mariage de Figaro est un film français réalisé par Roger Coggio, sorti en 1989 et adapté de la pièce éponyme de Pierre-Augustin Caron de Beaumarchais.

## Fiche technique
- Titre : La Folle Journée ou le Mariage de Figaro
- Réalisation : Roger Coggio
- Scénario : Roger Coggio et Bernard Landry d'après  la pièce éponyme de Beaumarchais
- Décors : Thierry Leproust
- Costumes : Yvonne Sassinot de Nesle
- Photographie : André Diot
- Musique : Pierre Jansen
- Production : Fanny Cottençon
- Sociétés de production : Lydie Média, ACP, Sari-Seeri
- Pays de production :  France
- Format : Couleurs - 35 mm - Son mono
- Genre : comédie dramatique
- Durée : 170 min
- Date de sortie : France : 20 septembre 1989

## Distribution
- Fanny Cottençon : Suzanne
- Roger Coggio : Figaro
- Marie Laforêt : la comtesse
- Claude Giraud : le comte Almaviva
- Yannick Debain : Chérubin
- Michel Galabru : Bartholo
- Line Renaud : Marceline
- Jean Lefebvre : Bazile
- Roger Carel : don Gusman Brid'oison
- Paul Préboist : Antonio
- Stéphanie Cotta : Fanchette
- Michel Anderson : Pédrille
- Charles Charras : Double-Main
- Dominique Richard : Grippe-Soleil